# Suzy Solidor
Suzy Solidor, nata Suzanne Louise Marie Marion (18 dicembre 1900 – Cagnes-sur-Mer, 30 marzo 1983), è stata una cantante e attrice francese.

## Biografia
Suzanne Louise Marie Marion è nata in Britannia nel 1900. Suo padre era un avvocato che non riconobbe mai la figlia, avuta da una sua donna delle pulizie.
Dopo la prima guerra mondiale si collocò a Parigi dove fondò un club. Apertamente lesbica, interpretava canzoni con temi omosessuali senza alcun pudore per l'epoca. Divenne anche musa di artisti come pittori e fotografi, tra cui Pablo Picasso, Georges Braque, Raoul Dufy, Tamara de Lempicka, Marie Laurencin, Francis Picabia, Kees van Dongen, Jean Cocteau e altri; arrivando a diventare la seconda donna più dipinta della storia dopo la Madonna. Tuttavia i suoi ritratti dovevano essere esposti nel suo club, che quindi era costellato di suoi ritratti.
Dopo la fine della seconda guerra mondiale venne esiliata dalla Francia per aver ospitato soldati nazisti nel suo locale durante la guerra. Si spostò quindi temporaneamente negli Stati Uniti, prima di ritornare in patria, dove aprì un altro locale in Costa Azzurra, in cui si esibiva vestita da uomo.
Si è spenta a Cagnes-sur-Mer all'età di 82 anni. Proprio in questa città, presso il castello Grimaldi, sono conservati centinaia di suoi ritratti.

## Filmografia parziale
- Escale, regia di Louis Valray (1935)
- La garçonne, regia di Jean de Limur (1936)
- Ceux du ciel, regia di Yvan Noé (1941)